# Grégoire de Rimini
Pour les articles homonymes, voir Rimini (homonymie).
Grégoire de Rimini (Rimini, vers 1300 - 1358) aussi appelé Grégoire d'Arimino, ou Ariminensis est un ermite, qui suivait la règle de saint Augustin et un philosophe italien du XIVe siècle. Il est généralement considéré comme l'un des derniers grands philosophes scolastiques du Moyen Âge.

## Biographie
Grégoire de Rimini naît à Rimini (Est de l'Italie) en 1300. Il entre chez les ermites de saint Augustin. Dès 1323 il est maître ès-arts. Il étudie les arts aux universités de Bologne (1329-1338), Padoue (vers 1338), Pérouse, Paris (dans les années 1320 puis, comme bachelier sententiaire, en 1342-1346). Il est maître en théologie en 1345. Il étudie de manière particulièrement approfondie les œuvres de Guillaume d'Occam et des autres universitaires d'Oxford en Italie et en France.
En 1347, il enseigne à Padoue, en 1351 à Pérouse, puis à Rimini. Il est nommé ministre général de l'ordre des ermites de saint Augustin en 1357.
Véritable augustinien, il s'oppose au principal théologien parisien de l'époque, Pierre Auriol, un semipélagien : Grégoire de Rimini défendait au contraire la théorie de la double prédestination, et condamnait les enfants morts sans baptême à l'enfer - il était surnommé pour cela « Infantium Tortor » (celui qui torture les enfants). Il était cependant admiré de ses étudiants, qui le surnommaient également « Doctor acutus » (le docteur aux idées précises), ou « Doctor authenticus. »
Il meurt à Vienne, en Autriche, en 1358.
Le 1er mars 1474, par l'édit de Senlis, Louis XI interdit l'enseignement des rénovateurs : Guillaume d'Ockham, Jean de Mirecourt, Grégoire de Rimini, Jean Buridan, Pierre d'Ailly, Marsile d'Inghen, Adam Dorp, Albert de Saxe et leurs semblables (les autres Nominaux). L'interdiction « de lire tous les livres des Nominaux » fut levée par Louis XI en avril 1481. Il semble que la crainte portait sur l'erreur de disciples de Guillaume d'Ockham jugeant que « la vérité d'une proposition doit être jugée sur le seul critère du sens littéral des mots », ce qui met en péril les propositions de la Bible ou des autorités, ,,, ,.
Le philosophe Hubert Elie lui consacrera sa thèse de Doctorat, Le complexe significabile paru chez Vrin en 1936.

### Œuvres

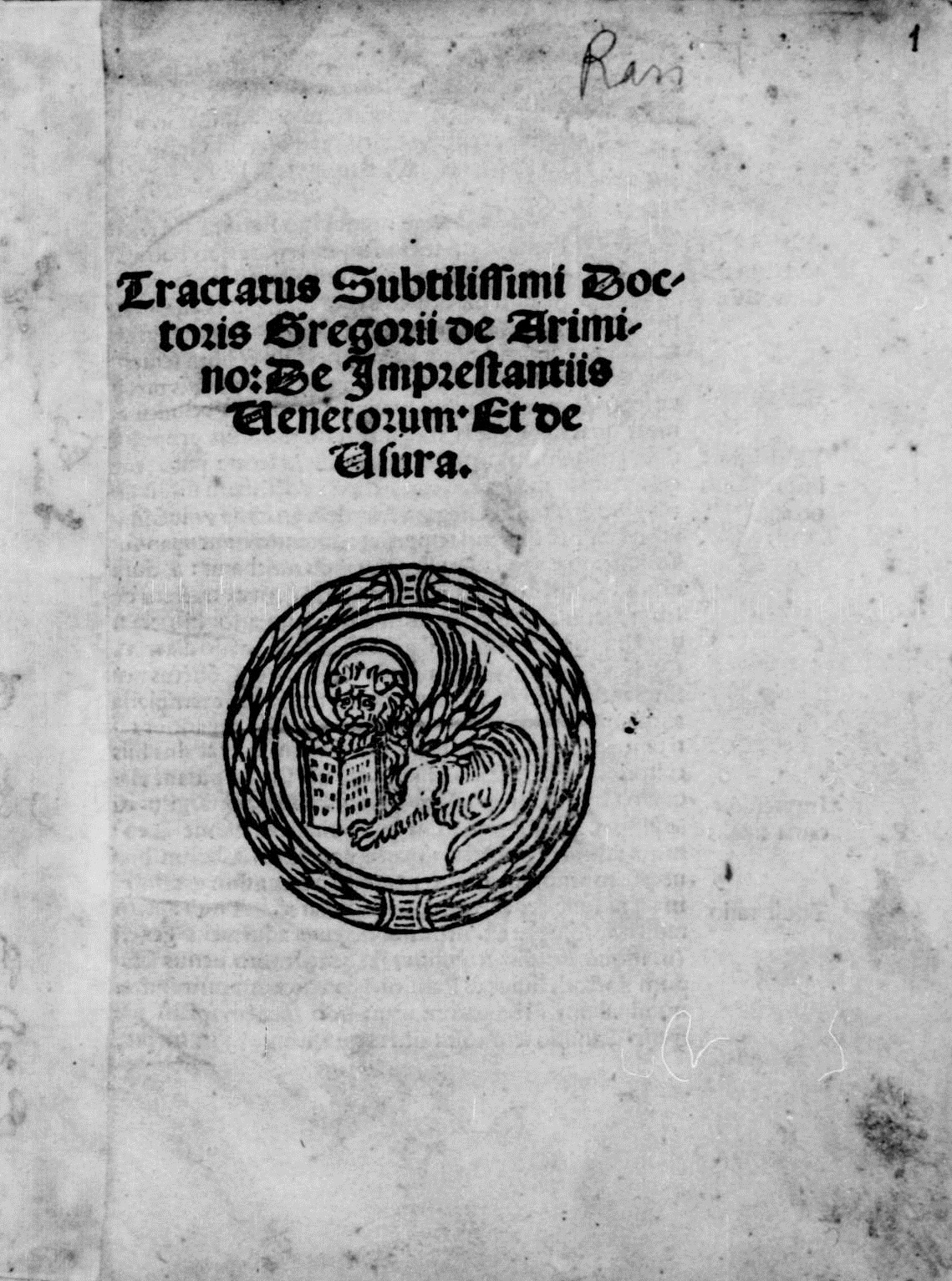
De imprestanciis venetorum (De usura), 1508

- Commentaire des Sentences de Pierre Lombard (Lectura super Primum et Secundum Sententiarum (remanié sous le titre Ordinatio ou Lectura vers 1346) (éd. A. D. Trapp et al., Berlin et New York, De Gruyter, 1978-1987, 6 t.). Trad. partielle in R. Imbach et M.-H. Méléard (dir.), Philosophes médiévaux des XIIIe et XIVe siècles, 10/18, p. 388-404 ; in O. Boulnois (dir.), La puissance et son ombre, Aubier, 1994, p. 365-390 ; in J.-C. Bardout et O. Boulnois (dir.), Sur la science divine, PUF, 2003, p. 326-353.
- Gregorii de Arimino OSA Registrum Generalatus 1357-1358, A. de Meijer (éd.), Rome: Institutum historicum Augustinianum, 1976 (Lettres du temps où il était général des Ermites de saint Augustin).
- Traité sur les quatre vertus cardinales (De quattuor virtutibus cardinalibus)
- De usura
  - (la) De imprestanciis venetorum... et de usura, Reggio nell'Emilia, Lodovico Mazzali, 1508 (lire en ligne)
- De intentione et remissione formarum

### Études
- Pascale Bermon, L'assentiment et son objet chez Grégoire de Rimini, Paris: Vrin, 2007.
- Hubert Elie, Le signifiable par complexe. La proposition et son objet. Grégoire de Rimini, Meinong, Russell, Paris: Vrin 2002 (nouvelle édition de "Le complexe significabile").
- Jean Jolivet, Sens des propositions et ontologie chez Pierre Abélard et Grégoire de Rimini, in Théories de la phrase et de la proposition de Platon à Averroès, Paris: Presses de l'École Normale Supérieure, 1999, p. 307-321.
- Paul Vignaux, Justification et prédestination au XIVe siècle : Duns Scot, Pierre d'Auriol, Guillaume d'Occam, Grégoire de Rimini, Paris: Bibliothèque de l'École des hautes études en Sciences religieuses, 1934.